# Ремедиос (Колумбия)
Ремедиос (исп. Remedios) — город и муниципалитет на севере Колумбии, на территории департамента Антьокия. Входит в состав субрегиона Северо-Восточная Антьокия.

## История
Поселение из которого позднее вырос город было основано 6 апреля 1560 года испанским конкистадором Франсиско Мартинесом де Оспиной. Муниципалитет Ремедиос был выделен в отдельную административную единицу в 1840 году.

## Географическое положение

Муниципалитет Ремедиос

Город расположен в северо-восточной части департамента, в предгорьях Центральной Кордильеры, на расстоянии приблизительно 124 километров к северо-востоку от Медельина, административного центра департамента. Абсолютная высота — 576 метров над уровнем моря.

Муниципалитет Ремедиос граничит на севере с муниципалитетом Сеговия, на западе — с муниципалитетами Амальфи и Вегачи, на юго-западе — с муниципалитетами Вегачи и Яли, на юге — с муниципалитетом Йоломбо, на юго-востоке — с муниципалитетом Пуэрто-Беррио, на востоке — с муниципалитетом Йондо и территорией департамента Боливар. Площадь муниципалитета составляет 1985 км².

## Население
По данным Национального административного департамента статистики Колумбии, совокупная численность населения города и муниципалитета в 2012 году составляла 27 172 человек.
Динамика численности населения муниципалитета по годам:
| 2005   | 2006   | 2007   | 2008   | 2009   | 2010   | 2011   | 2012   |
| ------ | ------ | ------ | ------ | ------ | ------ | ------ | ------ |
| 22 769 | 23 356 | 23 966 | 24 584 | 25 214 | 25 861 | 26 510 | 27 172 |

Согласно данным переписи 2005 года мужчины составляли 50,7 % от населения Ремедиоса, женщины — соответственно 49,3 %. В расовом отношении белые и метисы составляли 78,4 % от населения города; негры, мулаты и райсальцы — 21,4 %, индейцы — 0,2 %.
Уровень грамотности среди всего населения составлял 80,8 %.

## Экономика
Основу экономики Ремедиоса составляют горнодобывающая промышленность, сельскохозяйственное производство и заготовка древесины.

49,9 % от общего числа городских и муниципальных предприятий составляют предприятия торговой сферы, 30,1 % — предприятия сферы обслуживания, 6,3 % — промышленные предприятия, 13,7 % — предприятия иных отраслей экономики.